# Amandine Rajau
Amandine Rajau est une actrice française.

## Filmographie

### Cinéma
- 1980 : Croque la vie de Jean-Charles Tacchella
- 1980 : Rends-moi la clé de Gérard Pirès
- 1981 : Une sale affaire d'Alain Bonnot
- 1981 : Asphalte de Denis Amar
- 1985 : À nous les garçons de Michel Lang
- 1987 : Gros Cœurs de Pierre Joassin
- 2015 : Les Oiseaux de passage de Olivier Ringer

### Télévision
- 1980 : Papa Poule de Roger Kahane
- 1982 : Bel Ami de Pierre Cardinal
- 1983 : La Chambre des dames de Yannick Andréi
- 1985 : Les Colonnes du Ciel de Gabriel Axel
- 1985 : Les Mondes engloutis de Michel Gauthier (série télévisée) : Rebecca
- 1985 : La Mûle de corbillard de Claude Vajda
- 1986 : Le Tiroir secret - Feuilleton en six épisodes - : La saisie d'Édouard Molinaro, L'Enquête de Roger Gillioz, Top secret' de Michel Boisrond, La Rencontre d'Édouard Molinaro, La Mise au point de Nadine Trintignant et Le Retour de Michel Boisrond
- 1986 : Le Nez à la Fenêtre de Jean-Claude Charnay : Banane

## Théâtre
- "Arrête de pleurer Pénélope !" 2009
- " Le clan des divorcées", 2011-2014
- "Ennemies potiches numéro 1", 2016